# يوم إفريقيا
يوم إفريقيا (بالإنجليزية: Africa Day) هو احتفال سنوي في 25 مايو 1963 لتأسيس منظمة الوحدة الإفريقية. في هذا اليوم، وقع قادة 30 دولة أفريقية من 32 دولة مستقلة ميثاق التأسيسي في أديس أبابا، إثيوبيا.
في عام 1991، أنشأت منظمة الوحدة الإفريقية الجماعة الاقتصادية الإفريقية، وفي عام 2002 أنشئت منظمة الوحدة الأفريقية خليفتها الخاصة 
```
وقد دعت المملكة المغربية، إلى تعزيز التكامل والاندماج القاري باعتباره رافعة أساسية لتحقيق نهضة إفريقية شاملة.
```

## خلفية تاريخية
عُقد المؤتمر الأول للدول الأفريقية المستقلة في أكرا في جمهورية غانا في 15 أبريل 1958. وعقده رئيس وزراء غانا [الإنجليزية] الدكتور كوامي نكروما، وضم ممثلين من مصر (التي كانت آنذاك جزءًا من الجمهورية العربية المتحدة)، إثيوبيا، ليبيريا وليبيا والمغرب والسودان وتونس واتحاد شعوب الكاميرون والدولة المضيفة غانا. لم تتم دعوة اتحاد جنوب إفريقيا. واستعرض المؤتمر تقدم حركات التحرر في القارة الأفريقية، إضافة إلى أنه يرمز إلى تصميم شعوب إفريقيا على تحرير نفسها من الهيمنة الأجنبية والاستغلال. على الرغم من أن المؤتمر الأفريقي كان يعمل على تحقيق أهداف مماثلة منذ تأسيسه في عام 1900، كانت هذه هي المرة الأولى التي يعقد فيها مثل هذا الاجتماع على الأراضي الأفريقية.
ودعا المؤتمر إلى تأسيس يوم الحرية الإفريقي، وهو يوم «... بمناسبة كل عام تقدم حركة التحرير، ولرمز إلى تصميم شعوب إفريقيا على تحرير نفسها من السيطرة الأجنبية والاستغلال».
كان المؤتمر ملحوظًا لأنه أرسى الأساس للاجتماعات اللاحقة لرؤساء الدول والحكومات الإفريقية خلال فترة مجموعة الدار البيضاء ومجموعة مونروفيا، حتى تشكيل منظمة الوحدة الإفريقية في عام 1963.

## تاريخ إطلاق يوم أفريقيا
بعد خمس سنوات، في 25 مايو 1963، التقى ممثلو ثلاثين دولة أفريقية في أديس أبابا في إثيوبيا، في ضيافة الإمبراطور هيلا سيلاسي. بحلول ذلك الوقت، كان أكثر من ثلثي القارة قد حصلت على استقلالها، معظمها من الدول الأوروبية الإمبراطورية. في هذا الاجتماع، تم تأسيس منظمة الوحدة الإفريقية، بهدف أولي هو تشجيع إنهاء الاستعمار في أنغولا وموزمبيق وجنوب إفريقيا وروديسيا الجنوبية. وتعهدت المنظمة بدعم العمل الذي يقوم به المقاتلون من أجل الحرية، وإزالة الوصول العسكري إلى الدول الاستعمارية. تم وضع ميثاق يهدف إلى تحسين مستويات المعيشة عبر الدول الأعضاء. هتف سيلاسي، «أتمنى أن يستمر عقد الاتحاد هذا 1000 عام.»
تم التوقيع على الميثاق من قبل جميع الحاضرين في 26 مايو، باستثناء المغرب. في ذلك الاجتماع، تم تغيير اسم يوم الحرية الأفريقي إلى يوم تحرير إفريقيا. في عام 2002، تم استبدال منظمة الوحدة الإفريقية بالاتحاد الأفريقي. ومع ذلك، استمر الاحتفال بالاحتفال الذي أعيدت تسميته بيوم إفريقيا في 25 مايو فيما يتعلق بتشكيل منظمة الوحدة الإفريقية.
بعد عودة المغرب رسميًا للاتحاد في قمة أديس أبابا بتاريخ 30 يناير 2017، بعد تأييد 40 دولة. بعدما صادق البرلمان المغربي على ميثاق الاتحاد الأفريقي، أصبح يشارك في هذه المناسبة و يقيم رواق مغربي يقدم للزوار مجموعة من المنتجات التي تمثل التراث الغني والعريق الذي تزخر به المملكة في مجال الصناعة التقليدية. حيث جرى في 29 ماي 2024 الاحتفال بهذا اليوم في حي برونكس بنيويورك، بمشاركة ممثلي بلدان إفريقية من بينها المغرب وتميز هذا الحدث، الذي نظمته رئيسة حي برونكس، فانيسا غيبسون، باحتفالية رفع علم الاتحاد الإفريقي بمقر بلدية هذا الحي الذي يعد موطنا لأكبر جالية إفريقية في الولايات المتحدة.